# Selección de bádminton de China Taipéi
La selección de bádminton de China Taipéi es un equipo de bádminton que representa (Taiwán) en las competiciones internacionales de equipos de bádminton.

## Participación en copas de la BWF
| Año  | Resultado    |
| ---- | ------------ |
| 2014 | 9°/12°       |
| 2016 | Cuarto lugar |
| 2018 | Cuarto lugar |
| 2020 | Clasificado  |

| Año  | Resultado     |
| ---- | ------------- |
| 2004 | Cuarto lugar  |
| 2006 | Semifinalista |
| 2012 | Cuarto lugar  |
| 2014 | 9°/12°        |
| 2016 | Cuarto lugar  |
| 2018 | Cuarto lugar  |
| 2020 | Clasificado   |

| Año  | Resultado                    |
| ---- | ---------------------------- |
| 1989 | 11° - Grupo 3 (Promocionado) |
| 1991 | 10° - Grupo 2 (Relegado)     |
| 1995 | 11° - Grupo 3 (Promocionado) |
| 1997 | 9° - Grupo 2                 |
| 1999 | 13° - Grupo 2                |
| 2011 | 12° - Grupo 2                |
| 2003 | 11° - Grupo 2                |
| 2005 | 14° - Grupo 2                |
| 2007 | 12° - Grupo 2                |
| 2009 | 11° - Grupo 2                |
| 2011 | Cuarto lugar                 |
| 2013 | Cuarto lugar                 |
| 2015 | Cuarto lugar                 |
| 2017 | Cuarto lugar                 |
| 2019 | Cuarto lugar                 |

## Participación en campeonatos de Asia
| Año  | Resultado      |
| ---- | -------------- |
| 2016 | Cuarto lugar   |
| 2018 | Fase de grupos |
| 2020 | Cuarto lugar   |

| Año  | Resultado    |
| ---- | ------------ |
| 2016 | Cuarto lugar |
| 2018 | Cuarto lugar |
| 2020 | Cuarto lugar |

| Año  | Resultado    |
| ---- | ------------ |
| 2017 | Cuarto lugar |
| 2019 | Cuarto lugar |